# Macroramphosidae
Famille
La famille des Macroramphosidés (Macroramphosidae) regroupe des poissons appelés bécasses de mer.

## Position systématique
Elle est parfois considérée comme une sous-famille (Macroramphosinés) des Centriscidés (voir FishBase).

## Liste des espèces
- genre Centriscops Gill, 1862
  - Centriscops humerosus (Richardson, 1846)
- genre Macroramphosus Lacepède, 1803
  - Macroramphosus gracilis (Lowe, 1839) -- Slender snipefish
  - Macroramphosus scolopax (Linnaeus, 1758) -- Longspine snipefish
- genre Notopogon Regan, 1914
  - Notopogon armatus (Sauvage, 1879)
  - Notopogon endeavouri Mohr, 1937
  - Notopogon fernandezianus (Delfin, 1899) - Orange bellowsfish
  - Notopogon lilliei Regan, 1914 -- Crested bellowfish
  - Notopogon macrosolen Barnard, 1925 -- Longsnout bellowfish
  - Notopogon xenosoma Regan, 1914 -- Longspine bellowfish